# 五骑士案
五骑士案（英語：The Five Knights' case，也称为达纳尔案或达内尔案），是英国法律中的一个案例，现为英国宪法的一部分，是指1627年五名骑士（包括托马斯·达内尔）反对查尔斯一世在普通法法院强加给他们的税款。

## 案件
达内尔（Darnell）等5名骑士被送进监狱后，获得人身保护令状，要求说明被囚禁的原因，被告知他们是因为国王的特别命令而被关押的。

## 判决
法院判决国王胜诉，因为国王拥有特权，普通法无法控制君主的王室特权或绝对特权。

## 意义
五骑士案直接导致了1628年权利请愿书（限制王权的宪法文件）的通过。